# CH2020
CH2020（シーエイチ・トゥエンティ・トゥエンティ）は、エフエムラジオ新潟（FM-NIIGATA）にて生放送されている情報ワイド番組のタイトル。パーソナリティーはFM-NIIGATAの中村智景が担当している。

## 番組概要
2017年4月7日放送開始。タイトルの「CH」はCHANGE・CHALLENGE・CHANCE・CHOICEといったワードの頭文字であり、もともとは2020年に向けて世界や日本、新潟のさまざまな「CH」を取り上げ、リスナーにとってのCHANGEやCHALLENGE、CHANCEにつながる話題を提供するコンセプトでスタートした。このため、コーナータイトルの大半にも「CH」がついている。
開始当初は金曜9時枠で放送、2年目の2018年からは『FIGUEROA』の放送されていた枠が日替わりのワイド番組へと変わり、当番組は木曜に移動。更に16時55分までの3時間半に拡大された。
2020年1月に『SOUND SPLASH』の放送開始時間を17時から16時に戻したため、当番組の終了時刻も15時55分までとなった。なお2020年以降も世界や新潟での大きなCHANGE（変革）が続くとしてタイトルは変えていない。
2023年4月には新たな帯ワイド番組『GO!GO!PARTY!～ゴゴパリ～』がスタートするため、当番組は5年ぶりに放送時間を開始当初の金曜9時枠に戻す。同時にパーソナリティーをこれまでの2人体制から中村智景単独に変更した。

## パーソナリティー
- 中村智景(FM-NIIGATAパーソナリティー兼取締役業務本部長兼業務部長、2017年4月7日- )

### 過去
- 鎌田アレクシッチさやか（2017年4月7日 - 2018年9月27日、番組卒業後も中村不在時に代打出演を行うことがある）
- 西條詩菜（2018年10月4日-2023年3月30日）

## コーナー
時刻は大まかな目安である。
- 09:08頃：CHARGE UP(午後枠での放送時は13:37頃)

今週入ってきた気になるニュース（ビジネスや経済に関するトピック）をピックアップ。週によっては一つのトピックを深掘りしてインタビューを行うこともある。
- 09:21頃：Traffic Information
- 09:35頃：CHARMING NIIGATA(午後枠での放送時は14:28頃)

2020年1月2日スタート。新潟県主催「新潟の魅力を考える懇談会」連動コーナーとしてスタート。新潟県の隠れた魅力を募集し番組で紹介。採用されたメッセージは新潟県にフィードバックされるほか、リスナーに番組特製・新潟米印プロジェクトのキャラクター「コメジルシ君」のステッカーが進呈される。
- 09:39頃：CHAIRMAN INTERVIEW(午後枠での放送時は14:09頃)

県内企業のトップへのインタビューコーナー。FM-NIIGATAデジタル音声コンテンツ「LOTS ON」にも放送終了後にアーカイブが公開される。
- 10:08頃：CHIJI & CHIKAGEの新潟さんぽ(午後枠での放送時は15:08頃)

2019年5月2日スタート。新潟県の花角英世知事と新潟の魅力を発信するトークコーナー。FM-NIIGATAデジタル音声コンテンツ「LOTS ON」にも放送終了後にアーカイブが公開される。
- 10:21頃：Traffic & Weather
- 10:26頃：CHOOSE 2Rhythm(午後枠での放送時は14:33頃)

毎週1か国をピックアップし、日常を忘れて妄想旅気分を届ける。元々は同時間帯に中村がパーソナリティーを務めていたワイド番組『2Rhythm』として放送、その後昼枠『FIGUEROA』の1コーナーに移行していた。なお、コーナーの時間としては10分程度だがradikoではこのコーナーから番組エンディングまでを独立させて扱っている。

### 過去
- CHECK THE MUSIC

世界の音楽をチェックするコーナー。
- CHALLENGE YOURSELF

さまざまなチャレンジを紹介するコーナー。
- 午後のカフェテリア ～CHIJI & CHIKAGE～

2018年4月5日スタート。米山隆一知事（当時）とのトークコーナー。土曜朝に放送されていた「土曜日 朝のカフェテリア」を当番組内に移動して継続したが、直後に米山が知事を辞職したためわずか2回で終了。

## 放送時間
| 放送期間                      | 放送時間               |
| ----------------------------- | ---------------------- |
| 2017年4月7日 - 2018年3月30日  | 毎週金曜 09:00 - 10:50 |
| 2018年4月5日 - 2019年12月19日 | 毎週木曜 13:30 - 16:55 |
| 2020年1月2日 - 2023年3月30日  | 毎週木曜 13:30 - 15:55 |
| 2023年4月3日 -                | 毎週金曜 09:00 - 10:50 |

- 2019年最後の放送が12月19日になっているのは、翌週の26日に『JA全農 COUNTDOWN JAPAN 年間チャート』などTOKYO FM制作・全国ネットの年末特番が編成されたためである。[4]
- 午後枠放送時は年末年始（12/27-1/3頃）にデイリーフライヤーが休止されるため、当番組の放送開始時刻を30分前倒しし13:00スタートとしていた。[5]